# Open Music Academy
Die Open Music Academy (OMA) ist eine Lehr- und Lernplattform für die Entwicklung und Veröffentlichung von Inhalten zum Musiklernen unter freier Lizenz bzw. als Open Educational Resources (OER). Die Plattform stellt spezielle Features zum Musiklernen bereit, hat einen öffentlichen Bereich, in dem Materialien unter Creative-Commons-Lizenz genutzt und zur Verfügung gestellt werden können sowie einen privaten Bereich, der ein Lernen und Lehren im geschützten Umfeld ermöglicht. Die Open Music Academy ist ein Projekt der Hochschule für Musik und Theater München, das von August 2021 bis Dezember 2025 von der Stiftung Innovation in der Hochschullehre gefördert wird. Der gemeinnützige Verein Open Music Academy Education e.V. hilft bei der langfristigen Entwicklung und Sicherung der Projektidee.

## Entstehung
2017 initiierte Ulrich Kaiser, der sich seit 2009 für OpenBooks und Open Educational Resources engagiert, mit Unterstützung der Hochschule für Musik und Theater München eine offene Lernplattform für Musik (elmu.online). Spenden der Castringius Kinder & Jugend Stiftung München sowie der ›Erika und Georg Dietrich Stiftung‹ ermöglichten in den Folgejahren die Weiterentwicklung des Projekts, der Programmcode wird unter freier Lizenz MIT-Lizenz auf GitHub bereitgestellt. 2018 wurde mit Kolleginnen und Kollegen der gemeinnützige Verein ELMU Education e.V. als Träger der Website gegründet. Ende 2020 entwarf Kaiser den Plan eines Projekts (oer-lfm), um die Produktion von Open Educational Resources in die Studiengänge der Hochschule für Musik und Theater München zu integrieren sowie die elmu-Software zu einem modernen Lern-Management-System (LMS) ausbauen zu können. Der Plan wurde 2021 vom damaligen Präsidenten der Hochschule für Musik und Theater München Bernd Redmann im Rahmen der Förderbekanntmachung „Hochschullehre durch Digitalisierung stärken“ der Stiftung Innovation in der Hochschullehre zur Förderung vorgeschlagen und nach einem mehrstufigen Auswahlverfahren zur Förderung ausgewählt (Förderzeitraum 1. August 2021 bis 31. Juli 2024, verlängert bis 31. Dezember 2025). Projektleiter ist Ulrich Kaiser, die Plattform ist seit Februar 2022 als Open Music Academy online.

## Konzept und Inhalt
Das Konzept der Open Music Academy ist angelehnt an Vorbilder wie Wikipedia, Serlo oder Schulbuch-o-mat bzw. basiert auf Gedanken eines Community-Driven-Content unter Creative-Commons-Lizenz (Standardlizenz CC BY-SA). Dem künstlerischen, pädagogischen und wissenschaftlichen Personal der Musikhochschulen, Musikschulen und auch allgemeinbildenden Schulen soll für die kooperative und interdisziplinäre Zusammenarbeit an kulturell freien musikalischen Lerninhalten eine Plattform zur Verfügung gestellt werden, die auf die speziellen Bedürfnisse des musikalischen Lernens abgestimmt ist. So können in geschützten Räumen Materialien für den Musikunterricht entwickelt und anschließend im öffentlich Bereich als OER veröffentlicht werden. Ziel ist es, das in der Regel noch exklusive und kostenintensive Musiklernen durch ein freies und von überall zugängliches Angebot zu erweitern. Der offene Bereich ist langfristig kostenlos und werbefrei geplant, die kostenlose Nutzung eines privaten Speicherplatzes ist nach Ende des Förderzeitraums noch nicht gesichert.
Die Inhalte der Open Music Academy sind über eine flache Hierarchie organisiert. Grundlegende Einheit bilden Dokumente, die in Kollektionen und diese wiederum in Portalen gruppiert werden können. Das Auffinden der Inhalte erfolgt über diese Sammlungen sowie über Tags, die mit den jeweiligen Dokumenten verbunden sind und die über eine von jedem Dokument erreichbare Suche gefunden werden können. Pflege der Dokumente sowie Vertaggen der Inhalte erfolgt durch die Community. Eine Besonderheit bilden vollständig ausgearbeitete öffentliche Seminare, die nach einem Evaluationsprozess von zugelassenen Einzelpersonen angeboten und nur von diesen aktualisiert werden können. Die Seminare sind langfristig offen bzw. ohne Anmeldung kostenlos zugänglich.

## Programmierung und Plugins
Nach einem Vergabeverfahren wurde der Programmierauftrag zur Erstellung der Lernplattform am 1. Oktober 2021 begonnen und am 14. April 2023 vorläufig abgeschlossen (Veröffentlichung der Version 1.0 am 13. April 2023). Die Software ist in JavaScript implementiert und unter dem Namen educandu auf GitHub verfügbar (MIT-Lizenz). Die Web-App ist modular aufgebaut, wobei die spezifische Funktionalität in den Inhaltsdokumenten über Plugins bereitgestellt wird. Die folgende Tabelle gibt einen Überblick über die angebotene Funktionalität (Stand 12/2024).
| Funktionalität                                   | Plugin-Name | Anmerkung |
| ------------------------------------------------ | --- | --- |
| Text                                             | Markdown, Fußnotentext (Lücken- und Fußnotentext)                                                              | Die Texteingabe erfolgt in Eingabefeldern über die Auszeichnungssprache Markdown, es können Bilder, Video- und Audioquellen eingebunden werden. Durch Maskierung von Begriffen lassen sich auf einfache Weise Fußnotentexte erstellen. |
| Video & Audio                                    | Markdown, Audio, Video, Matching Cards, Medien-Slideshow, Interaktive Medien, Mehrspurmedien und Medienanalyse | Aufgrund der Spezialisierung auf Musikinhalte unterstützen sehr viele Plugins Video- und Audioquellen vom Content Delivery Network (CDN) und aus Streaming-Quellen im Internet. |
| musikalische Analyse                             | Medienanalyse                                                                                                  | Das Plugin erlaubt auf einfache Weise die formale Gliederung von Musik sowie ein zielgenaues Navigieren in Video- oder Audioquellen für den Musikunterricht. |
| Musik mischen                                    | Mehrspur-Medienplayer, Mehrspur-Combo                                                                          | Das Mehrspur-Medienplayer-Plugin eignet sich für verschiedene Anwendungsfälle wie z. B. das Üben und Durchhören von Orchester-, Band- und Choraufnahmen. Das Mehrspur-Combo-Plugin ermöglicht demgegenüber die gleichzeitige Wiedergabe einer externen A/V-Quelle sowie internen Sounddateien. |
| Interaktion                                      | Interaktive Medien, Lückentext (Lücken- und Fußnotentext)                                                      | Eigener Editor, der die Grundfunktionalität für Interaktion bereitstellt (H5P nachempfunden) sowie einfache Möglichkeit zum Erstellen von Lückentexten mit fehlertoleranter Auswertung und Ergebnisanzeige. |
| Gehörbildung                                     | Gehörbildung, Klavier                                                                                          | Die Gehörbildung-Plugins ermöglichen Aufgabenstellungen mit Streaming-Quellen, Notenabbildungen, ABC-Musiknotation und autogenerierten Übungen. Lösungen lassen sich über Notenabbildungen oder ABC-Musiknotation anzeigen und über Sounddateien bzw. automatisch generiertes Audio abspielen. |
| Musiknotation                                    | ABC-Notation, Satzmodelle, MusicXML-Anzeige                                                                    | Mit den Plugins ABC-Notation und Satzmodelle ist ein Eingeben und automatisches Abspielen von Noten direkt im Browser möglich. Das Plugin MusicXML-Anzeige kann MusicXML als Notation anzeigen (ohne Abspielmöglichkeit). |
| Bilder & PDF                                     | Bild, Audio-Wellenform, PDF-Anzeige                                                                            | Das Einbinden von Bildern ist über interne und externe Quellen möglich, ein Zuschnitt von Bildern sowie eine automatische Optimierung für das WWW wird angeboten. Lautstärkediagramme können von Audioquellen generiert werden, eine PDF-Anzeige ermöglicht das Anzeigen von PDF-Dateien und Präsentationen. |
| Zeichnen                                         | Diagramm | Das Erstellen von Diagrammen und SVG-Zeichnungen ist über eine Schnittstelle (draw.io) möglich. |
| Spielen                                          | Matching Cards, Schnelltester                                                                                  | Stellt die Funktionalität für das Aufdecken von zwei zusammengehörigen Karten bereit. Die Karten können Text, Bilder oder eine Video- bzw. Audio-Quelle aufnehmen. Frage-Antwort-Spiele werden angeboten. |
| Layout                                           | Markdown mit Bild, Trennlinie, Hervorhebung, Tabelle, (automatisches) Inhaltsverzeichnis                       | Layout-Plugins lassen sich zur Beeinflussung der Inhaltsdarstellung einsetzen. |
| Listen                                           | Katalog, CSV-Liste                                                                                             | Listen-Plugins lassen sich zur Verwaltung einsetzen (z. B. für Linklisten, Kachelansichten für Links, Verwaltung von Dateien oder Studierenden über CSV-Dateien). |
| asynchrones Arbeiten                             | iFrame | Die Plugins der Open Music Academy unterstützen kein asynchrones Arbeiten. Für entsprechende Szenarien können über das iFrame-Plugin asynchrone Dienste eingebunden werden (z. B. Padlet, Miro, Google Docs etc.). |
| Plugin-Designer für interaktive Online-Tutorials | Texteingabe-, Auswahl-, Dateiuploadfeld sowie ein Whiteboard                                                   | Im internen Bereich stehen die genannten Plugins für interaktive Online-Tutorials sowie eine bidirektionale Kommunikation zwischen Lernenden und Lehrenden (Room-Owner) zur Verfügung. Das Whiteboard ermöglicht in Verbindung mit einer Hintergrundgrafik (Notenlinien) das handschriftliche Zeichnen von Noten. Die genannten Plugins stehen auch im äußeren Bereich zur Verfügung, allerdings ohne die Möglichkeit der persistenten Speicherung von Benutzereingaben. |

Die Integration des Plugin-Designers in die OMA-Lernplattform stellt eine erste gelungene Kooperation zwischen dem Projekt oer-lfm der Hochschule für Musik und Theater München (gefördert von der Stiftung Innovation in der Hochschullehre) sowie einem Digi-Fellow-Projekt der Robert Schumann Hochschule Düsseldorf dar (Fellowships für Innovationen in der digitalen Hochschullehre, gefördert von der Digitalen Hochschule NRW, Antragssteller: Wendelin Bitzan).
Auf GitHub wird ein Template zur Verfügung gestellt, dass die externe Programmierung neuer Funktionalität für die Plattform erleichtert. Die Plugins Klavier und CSV-Liste wurden auf diese Weise extern in Auftrag gegeben (Benedikt Wagner), die Plugins Satzmodelle und Lücken- und Fußnotentext wurden von Ulrich Kaiser ehrenamtlich programmiert.
Aufgrund der Restriktionen des Urheberrechts kommt dem Streaming zur Exemplifikation musikalischer Sachverhalte auf der Plattform eine besondere Bedeutung zu. Über einen File-Dialog können Medieninhalte sowohl vom CDN abgerufen als auch über Wikimedia Commons eingebunden werden.

## Das OMA-Studio

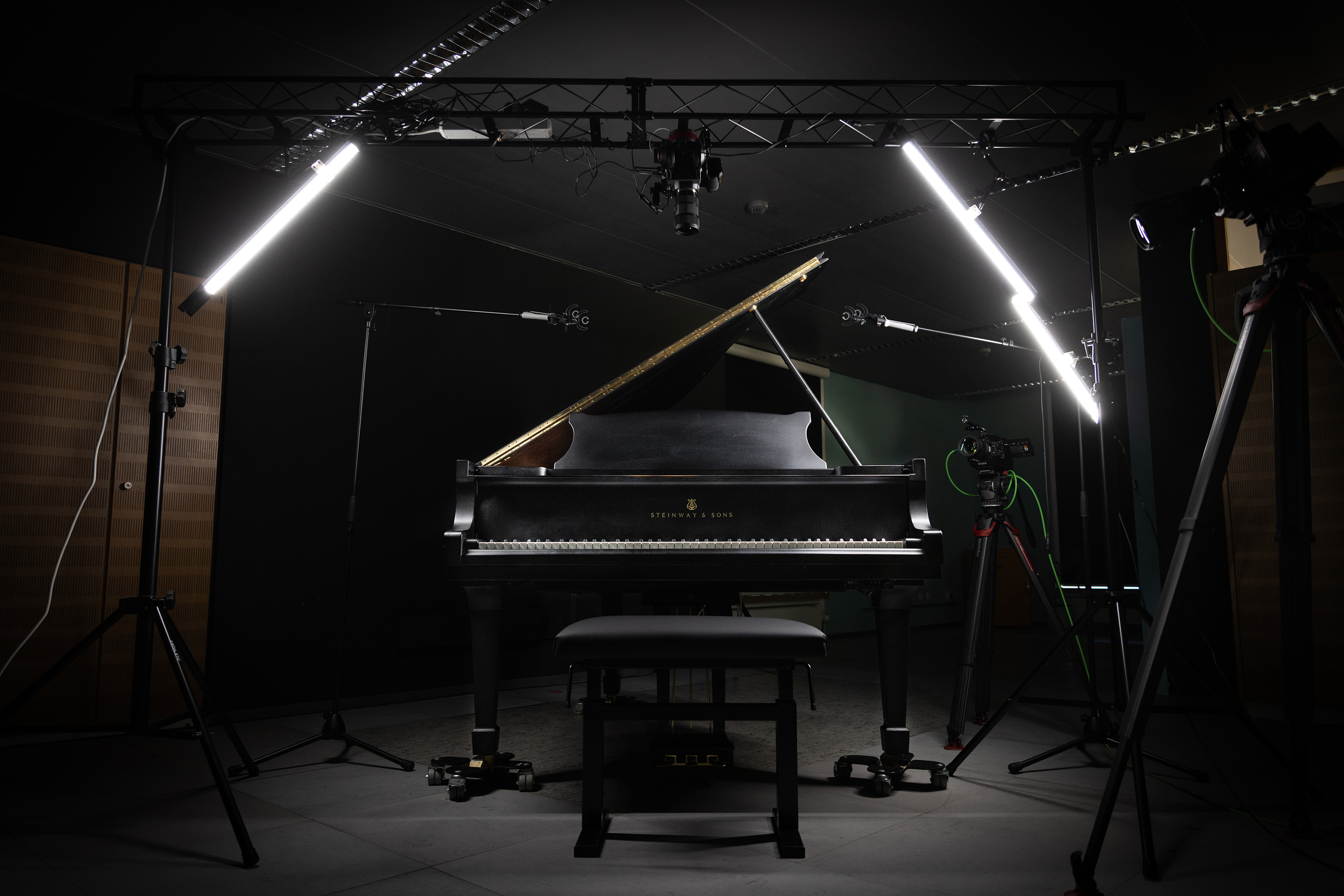
Flügel im Videostudio der OMA

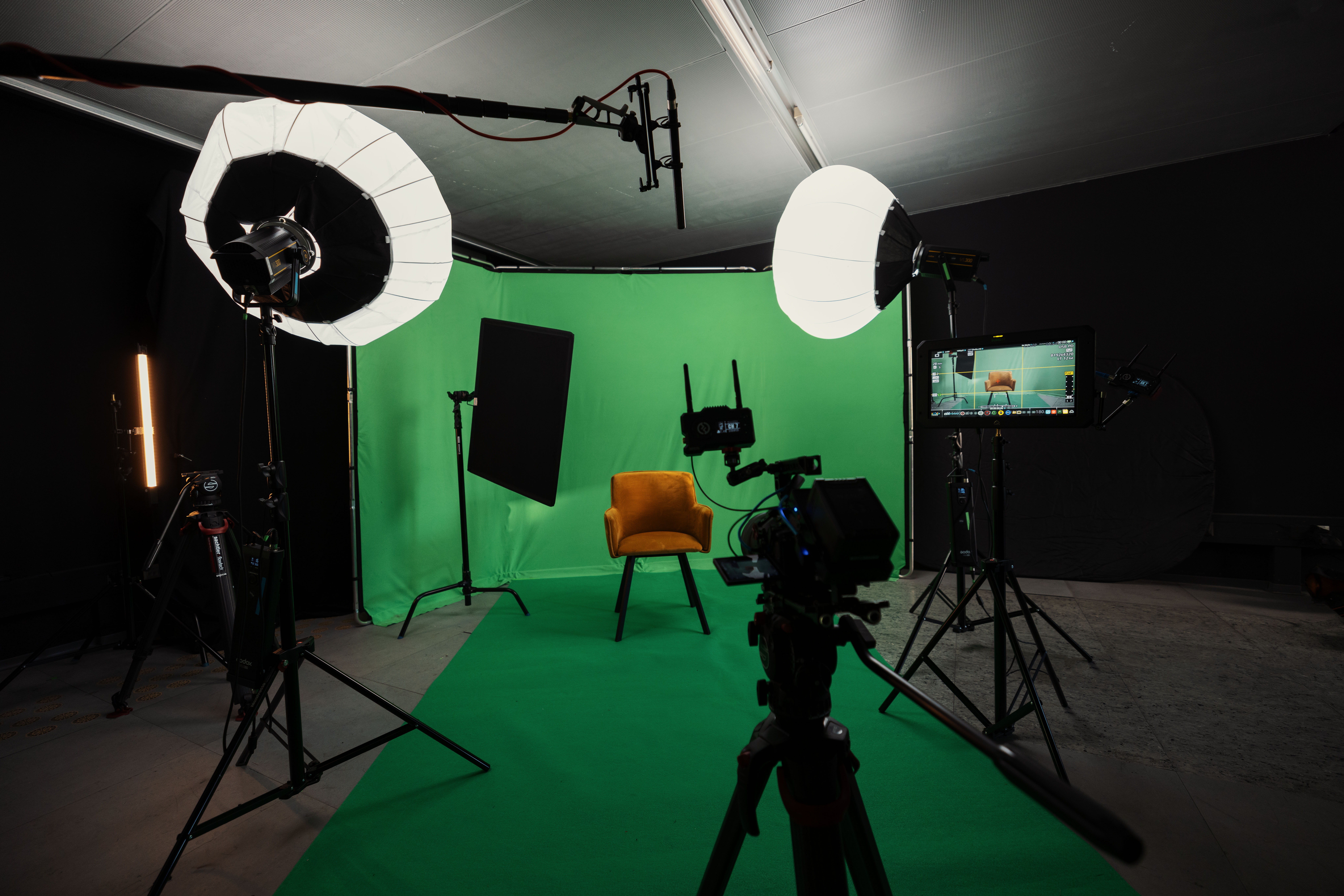
Aufnahmeset im Videostudio der OMA

Das Studio der Open Music Academy befindet sich in den Räumen der Hochschule für Musik und Theater München. Es ist mit professionellem Equipment für Film- und Audioaufnahmen sowie einem Flügel (für Akustik- und MIDI-Aufnahmen) ausgestattet, das zum Teil von Hochschulmitgliedern ausgeliehen werden kann. Das Projektteam erstellt selbst Open Educational Resources (insbesondere Videos) und unterstützt andere bei der Arbeit an OER.
2023 wurde vom OMA-Studio mit der Hofkapelle München das Projekt Operation Beethoven realisiert, das neue Vermittlungswege für den Musikunterricht an allgemeinbildenden Schulen sowie den Gehörbildungs- und Instrumentationsunterricht an Musikhochschulen ermöglicht: die Einspielung des Kopfsatzes der 4. Sinfonie B-Dur Op. 60 von Ludwig van Beethoven in Einzelspuren. Das Audio-Material wird über das Mehrspurplayer-Plugin bereitgestellt und darüber hinaus unter der Creative-Commons-Lizenz CC-BY zum Download angeboten.
Im gleichen Jahr wurden Kollektionen initiiert, in denen OpenBooks zur Musik und Publikationen in Absprache mit Musikverlagen (z. B. Bärenreiter-Verlag, Breitkopf & Härtel, Schott Music) angeboten werden. Diese Kollektionen werden auf der OMA unter CC-Lizenz bereitgestellt und können im Sinne der Nachhaltigkeit von angemeldeten Personen aktualisiert und erweitert werden.

## Auszeichnungen
- 2022 erhielt die Open Music Academy eine Empfehlung durch den Bundesverband Musikunterricht im Rahmen der Vergabe des Medienpreises.[22]
- 2024 schaffte die Open Music Academy den Sprung auf die Shortlist und wurde von iRights.Lab für den erstmalig vergebenen Enter Award in der Kategorie Pionierleistung nominiert.[23] Den Preis in dieser Kategorie gewann FQS Forum Qualitative Sozialforschung / Forum: Qualitative Social Research.
- 2024 sind die Open Music Academy und Docsify-This. Hibbitts Design (Canada) von OE Global für den Open Education Award for Excellence in der Kategorie Open Infrastructure nominiert worden.[24] Am 18. September wurde die Open Music Academy in dieser Kategorie mit dem 2024 Open Education Award for Excellence ausgezeichnet.[25]
- 2025 wurde die mithilfe der Open Music Academy digital unterstütze Lehre von Ulrich Kaiser mit dem Preis für gute Lehre ausgezeichnet.[26]

## Veröffentlichungen
- Ricarda Ott und Maren Rose, »Auf dem Weg in eine digitale Hochschulgemeinschaft«, in: Auftakt – Zeitschrift der Hochschule für Musik und Theater München, Nr. 28, 2021, S. 6–7.
- Ilka Mestemacher, »Open Music Academy: die freie Lehr- und Lernplattform für Musik«, Gastbeitrag im Blog der Informationsstelle Open Educational Resources, 12. April 2022, abgerufen am 22. Juli 2022.
- Susanne Grimm (Interviewerin) für OERinfo – Informationsstelle OER und Prof. Dr. Ulrich Kaiser, Interview vom 26. April 2022, abgerufen am 22. Juli 2022.
- Ulrich Kaiser, »OER und Musik«, in: fnma Magazin 2/2022, am 22. Juli 2022.
- Offene Hochschulbildung mit der openmusic.academy. Spotlight auf strakodil.de an der Akademie der Bildenden Künste Nürnberg, abgerufen am 27. August 2022.
- Ulrich Kaiser, »E-Learning Music? Oma hilft!«, in: Mannheim, Newsletter des BMU LV Rheinland-Pfalz, Sonderausgabe 9/2022, S. 41–48.
- Ulrich Kaiser, »Blended Learning im Musiktheorieunterricht« (insb. „ELMU und OMA: Möglichkeiten, Bedingungen und Grenzen“, S. 342–344), in: Notation. Schnittstelle zwischen Komposition, Interpretation und Analyse (= GMTH Proceedings 2019), hrsg. von Philippe Kocher, Zürich 2023, S. 333–345.
- »Fragen an die Musik stellen und Antworten suchen. Joachim Junker im Gespräch mit dem Musiktheoretiker Ulrich Kaiser«, Musikunterricht aktuell 18/2023, S. 40–42.
- Ulrich Kaiser, »Filmmusik produktorientiert unterrichten«, in: Kieler Beiträge zur Filmmusikforschung, Bd. 18 (2024), S. 110–112.